# 네이트커뮤니케이션즈
네이트커뮤니케이션즈(NATE Communications Co., Ltd.)는 대한민국의 인터넷 서비스 기업이다. 본사는 서울특별시 중구 소월로2길 30 (남대문로5가, 티타워)에 있으며 검색 포털 네이트, 인스턴트 메신저 네이트온, 모바일 사진편집/공유 애플리케이션 싸이메라, 및 폐쇄형 모바일 SNS 데이비 등을 제공하고 있다.
1996년 9월 19일 ㈜지식발전소로 설립하였으며, 1997년 3월 도시생활문화정보를 제공하는 '시티스케이프' 사이트를 개설하고 11월에 부설 정보통신연구소를 설립하였다. 1999년 11월 ㈜코난테크놀로지와 검색엔진 엠파스를 공동 개발하였으며, 2003년 11월 7일 코스닥에 상장 및 매매개시 되었다. 2005년 3월 11일, 서비스명과 동일한 ㈜엠파스로 상호를 변경하였다. 2006년 10월 에스케이커뮤니케이션즈(주)에 피인수되어 자회사로 편입되었다. 2007년 6월 에스케이커뮤니케이션즈(주) 합병이 결의되어 11월 2일, 에스케이커뮤니케이션즈(주)를 피흡수합병하며 현 상호로 변경하였다.
2009년 4월 출판사업부문을 이투스에 영업양도하였고, 7월에는 계열사인 ㈜에스케이아이미디어로부터 쿠쿠(미니라이프) 사업부문을 인수하였다. 같은해 8월 스피쿠스 사업부문을 ㈜스피쿠스에 양도하였으며, 9월에는 SNS용 오픈마켓 앱스토어를 개설하였다. 또한 10월에는 교육사업 자회사인 ㈜이투스를 청솔학원에 500억원에 매각하였으며, 2011년 ㈜에스케이아이미디어를 매각하였다. 2012년 2월 이투스교육의 잔여 보유주식과 전환사채 전량을 매각하였고, 서비스인㈜를 매각하였다.
2013년 1월 이글루스를 ㈜이글루스로 영업양도하였다.
2016년 매출액 582억원 및 영업손실 111억원을 기록하였다.

## 엠파스와 SK커뮤니케이션즈 합병
2007년 11월 2일 에스케이커뮤니케이션즈(주)를 피흡수합병하며 ㈜엠파스에서 현 상호로 변경하였다. 합병 작업은 SK그룹의 지주회사 지분 문제를 정리하고 코스닥에 우회상장하는 효과를 거둘 수 있으며 인터넷 포털 및 검색 시장에서 새로운 경쟁력을 확보하기 위해 이루어졌다. 주식 비율을 1대 3.5732182로 하여 합병하였으며 합병 후 새 법인의 대주주는 SK텔레콤으로 총 64.58%의 지분을 소유하게 되었다.(이후 2011년 10월 1일 SK텔레콤에서 분할하여 설립된 SK플래닛이 SK커뮤니케이션즈의 지분을 전량 승계.)

## 사건
2011년 7월 28일, SK커뮤니케이션즈에서 운영하는 네이트와 싸이월드의 고객 정보가 해킹을 통해 유출되었다.

## 같이 보기
- 네이트
- 네이트온
- 싸이월드